# Novobisium carolinense
Novobisium carolinense es una especie de arácnido del orden Pseudoscorpionida de la familia Neobisiidae.

## Distribución geográfica
Se encuentra en el este  de Estados Unidos.